# Verum
Verum este o arie protejată (arie specială de conservare — SAC, sit de importanță comunitară — SCI) din Suedia întinsă pe o suprafață de 8 ha, integral pe uscat.

## Localizare
Centrul sitului Verum este situat la coordonatele 56°21′43″N 13°47′27″E / 56.362°N 13.7908°E.

## Înființare
Situl Verum a fost declarat sit de importanță comunitară în ianuarie 2002 pentru a proteja 1 specie de plante. Situl a fost protejat și ca arie specială de conservare în martie 2011.

## Biodiversitate
Situată în ecoregiunea continentală, aria protejată conține 4 habitate naturale: Pășuni din zone de pădure fino-scandinave, Cursuri de apă de la nivel de câmpie la nivel montan, cu vegetație Ranunculion fluitantis și Callitricho-Batrachion, Pajiști cu Molinia pe soluri calcaroase, turboase sau argilos-nămoloase (Molinion caeruleae), Pajiști uscate europene.
La baza desemnării sitului se află o specie protejată de  plante: Dichelyma capillaceum.